# Schloss Weißenau

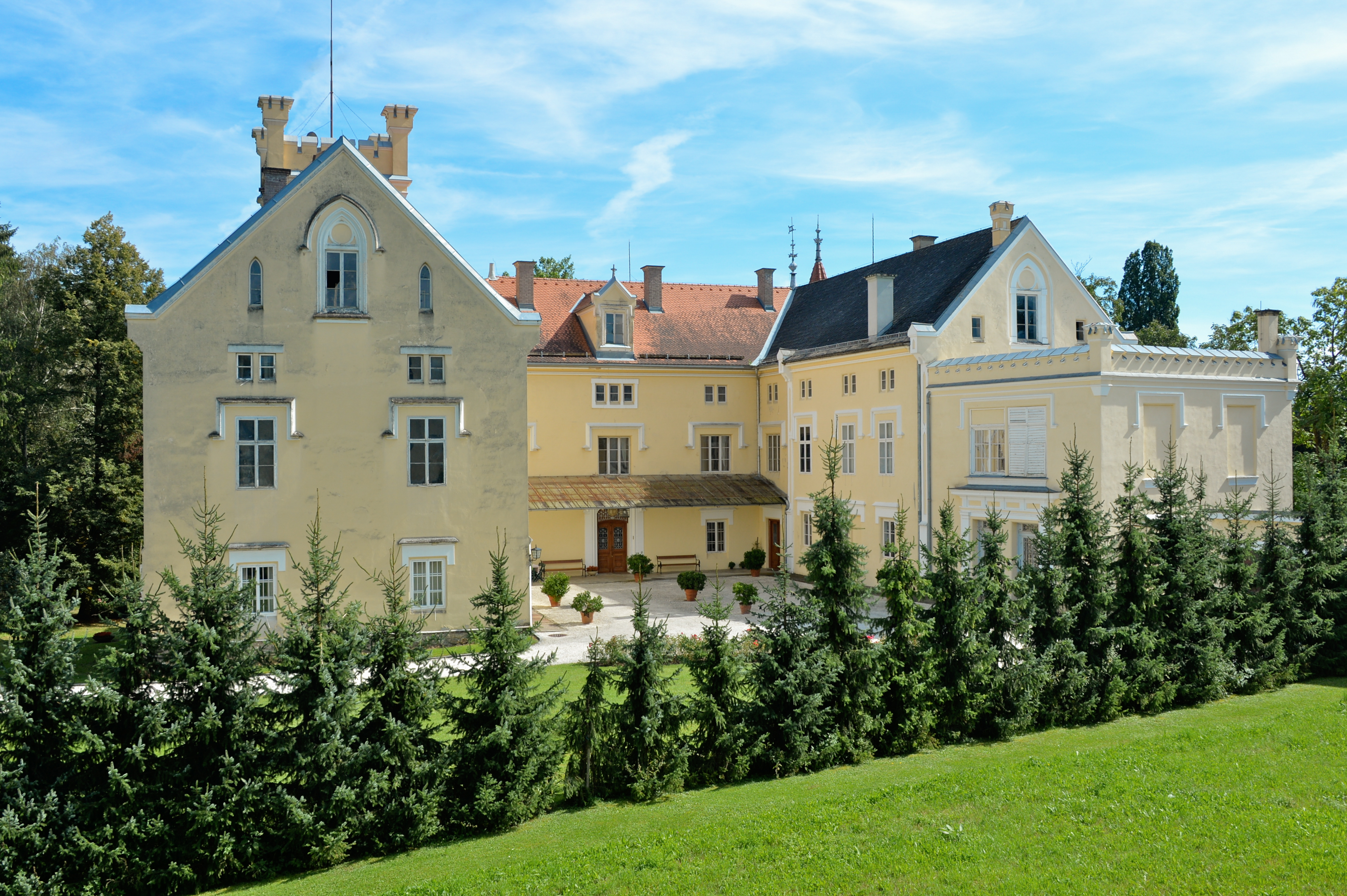
Schloss Weißenau

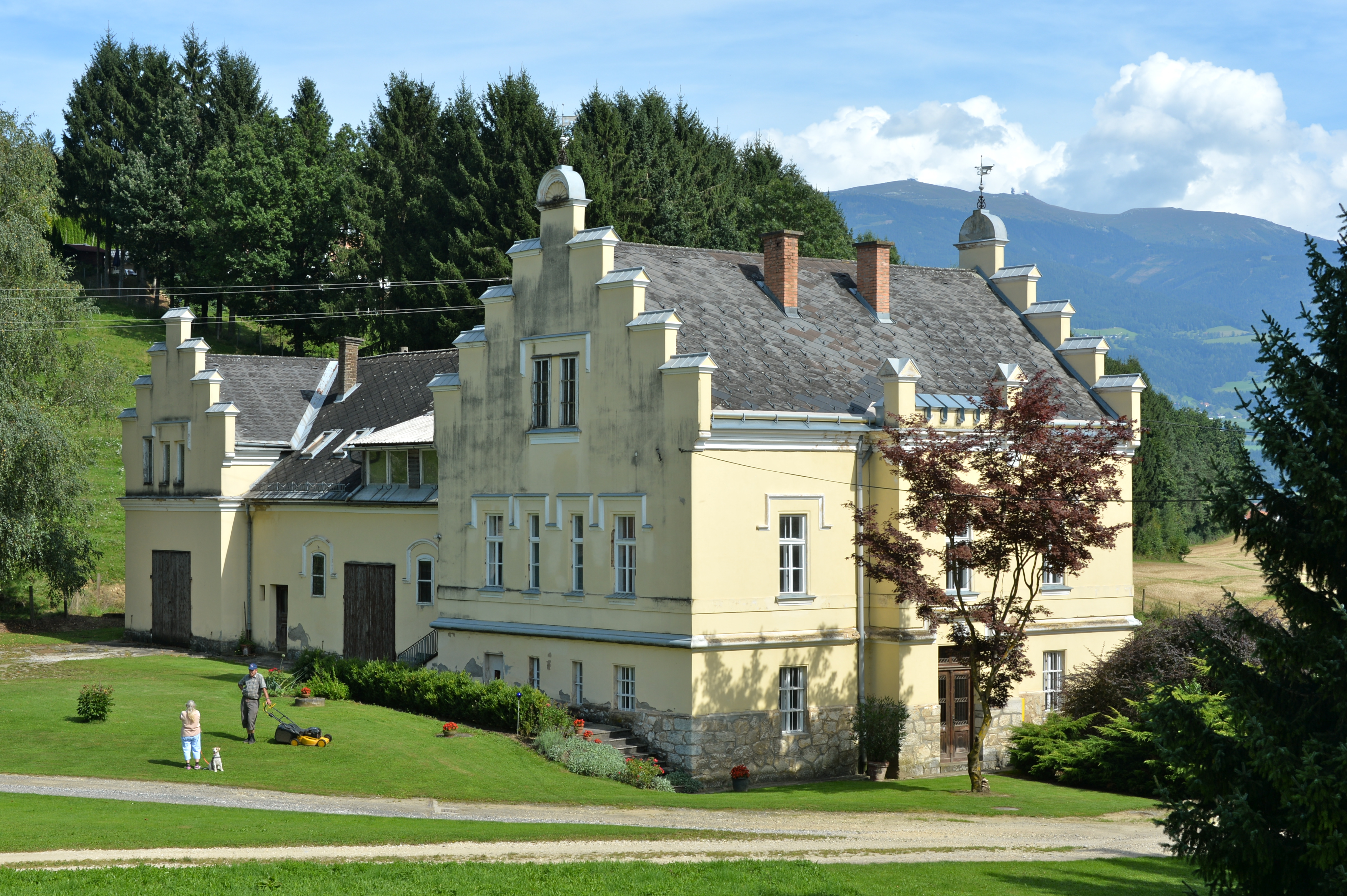
Wirtschaftsgebäude

Das Schloss Weißenau steht westlich von St. Marein in der Gemeinde Wolfsberg in Kärnten.

## Geschichte
Andreas Weiß ließ das Schloss Anfang des 16. Jahrhunderts erbauen. Er war um 1517 Pfleger auf Burg Twimberg. Von 1683 bis 1687 war das Schloss im Besitz des Bischofs von Lavant Franz Caspar von Stadion. 1856 erwarb Hugo Graf Henckel von Donnersmarck den Ansitz. Seine Witwe Laura, geborene von Kaszonyi, ließ das Gebäude ab 1890 im Stil des romantischen Historismus umgestalten. Es wurden der Turm und die Bibliothek errichtet und der Nordosttrakt erneuert. Seit 1919 gehört das Anwesen der Familie Thun-Hohenstein.

## Beschreibung
Das Schloss ist ein zweigeschoßiger, einen Hof mit drei Flügeln umschließender Bau, der im Kern aus dem 16./17. Jahrhundert stammt. Der Ostturm ist zinnenbekrönt. Die Fassade ist im Stil der englischen Tudorgotik gestaltet.
Im Festsaal des Südwest-Flügels befindet sich an Decke und Kamin barocker Stuck. Am Kaminaufsatz ist das Wappen des Bischofs von Stadion angebracht.
Die Hauskapelle im Obergeschoß des Nordostflügels ist ein um 1890 einheitlich in neugotischen Formen gestalteter, flachgedeckter, rechteckiger Raum mit original erhaltener Innengestaltung.